# Pomnik Bohaterom Czerwonych Sztandarów w Dąbrowie Górniczej
Pomnik Bohaterom Czerwonych Sztandarów – pomnik na placu Wolności w Dąbrowie Górniczej, odsłonięty w 1970 roku.
Monument powstał według projektu Augustyna Dyrdy, a jego odsłonięcie odbyło się 8 listopada 1970 roku. 
Pierwotny napis na pomniku brzmiał:
Bohaterom Czerwonych Sztandarów.
W roku 1990 planowano zniszczenie pomnika poprzez wysadzenie go w powietrze przy pomocy materiałów wybuchowych (po przemianach ustrojowych w Polsce wiele pomników likwidowano). Mieszkańcy Dąbrowy Górniczej nie zezwolili na to: pomalowali i zadedykowali pomnik Jimiemu Hendrixowi. Pomnik był pilnowany przez mieszkańców dzień i noc.
Pomnik z napisem:
Jimiemu Hendrixowi. Kurtowi Cobainowi. Make love not war. War is over. Wszystkim, których kochają wolność
dotrwał do roku 2006. Wtedy radni miejscy zadecydowali o umieszczeniu na nim nowej tablicy pamiątkowej z napisem:
Bohaterom czerwonych sztandarów. Dąbrowiakom. Twórcom dziejów walk o narodowe i społeczne wyzwolenie.
Uroczyste odsłonięcie nowej tablicy miało miejsce 1 maja 2006, w tymże roku obiekt został również wyczyszczony. Pomnik jest wpisany do wykazu Miejsc Pamięci Narodowej województwa śląskiego.
Nieopodal pomnika w 2012 roku odsłonięto ławeczkę Jimiego Hendriksa.
27 października 2018 ponownie protestowano pod pomnikiem w odpowiedzi na stanowisko Instytutu Pamięci Narodowej o jego wyburzeniu. Zebrani mieszkańcy ponownie pomalowali cokół pomnika, który został owinięty specjalnym materiałem. W ponownym proteście brało udział kilkaset osób.